# Pelechov (Železný Brod)
Pelechov je vesnice, část města Železný Brod v okrese Jablonec nad Nisou. Nachází se asi dva kilometry jihovýchodně od Železného Brodu. Prochází zde silnice II/292. Pelechov leží v katastrálním území Železný Brod o výměře 5,57 km².

## Historie
První písemná zmínka o vesnici pochází z roku 1543.

## Pamětihodnosti
- kříž s pomníkem padlých v první světové válce (poblíž autobusové zastávky)
- zchátralá zvonička při bývalé hasičské zbrojnici (mezi čp. 5 a 6)
- několik staveb pojizerské lidové architektury
- řada staveb venkovské a předměstské architektury 19. a první poloviny 20. století (chalupy, vilky, hospodářské a průmyslové objekty - hlavně sklářské)
- kaňonovité údolí řeky Jizery severně od vsi a boční rokle Mlýnského potoka